# Halford John Mackinder
Sir Halford John Mackinder, angleški geograf in politik, * 15. februar 1861, † 6. marec 1947.
Velja za pionirja geopolitike in geostrategije.